# FCU Craiova 1948
El FC Universitatea Craiova es un club de fútbol rumano de la ciudad de Craiova, en el distrito de Dolj. Fue fundado en 1991 y se desempeña en la Liga II

## Historia
Tras la aparición en Craiova de la primera institución universitaria, un grupo de alumnos y profesores fundaron en 1948 CS Universitatea Craiova (Club Deportivo de la Universidad de Craiova), el cual contaba con secciones de vóley, atletismo, balonmano, ping pong, ajedrez y fútbol.
La sección de fútbol del club universitario ganó por primera vez la Copa de Rumanía en la temporada 1976/1977, cuando venció por 2-1 al FC Steaua București. La generación más laureada obtuvo el apodo de "Craiova Maxima", llegando a ganar en repetidas ocasiones la Liga y la Copa de Rumanía. En el año 1994 se pretendió que la sección de fútbol se partiera del club deportivo, fundándose así FC Universitatea Craiova, club que nada tenía que ver con su predecesor, habiendo tan solo una coincidencia de nombre y una similitud de escudos y símbolos.
Tras la desafiliación de FC Universitatea Craiova en el año 2011, Adrian Mititelu pasó años intentando volver a crear un equipo de fútbol lo cual se retrasó hasta el verano del año 2017 cuando nació la actual entidad jurídica FC Universitatea Craiova 1948

## Palmarés

### Torneos nacionales
- Liga I (4): 1973-74, 1979-80, 1980-81, 1990-91
- Liga II (3): 1963-64, 2005–06, 2020–21
- Liga III (1): 2019–20
- Liga IV – Dolj County (1): 2017–18
- Copa de Rumania (6): 1976-77, 1977-78, 1980-81, 1982-83, 1990-91, 1992-93,
- Cupa României – Dolj County (1): 2017–18

### Torneos amistosos
- Norcia Winter Cup Italy (1): 2003

## Participación en competiciones europeas
| Tamporada | Competición      | Ronda          | Club                | Marcador            |
| --------- | ---------------- | -------------- | ------------------- | ------------------- |
| 1991/92   | Copa de Europa   | 1R             | Apollon Limassol    | 2-0, 0-3            |
| 1992/93   | UEFA Cup         | 1R             | SK Sigma MŽ Olomouc | 0-1, 1-2            |
| 1993/94   | Recopa de Europa | 1R             | HB Tórshavn         | 4-0, 3-0            |
| 1993/94   | Recopa de Europa | 1/8            | Paris Saint-Germain | 0-4, 0-2            |
| 1994/95   | UEFA Cup         | Clasificatoria | Dinamo Tbilisi      | 0-2, 1-2            |
| 1995/96   | UEFA Cup         | Clasificatoria | Dinamo Minsk        | 0-0, 0-0 (1-3 n.p.) |
| 1996      | Intertoto Cup    | Grupo          | Karlsruher SC       | 0-1                 |
| 1996      | Intertoto Cup    | Grupo          | Spartak Trnava      | 2-1                 |
| 1996      | Intertoto Cup    | Grupo          | Daugava Riga        | 3-0                 |
| 1996      | Intertoto Cup    | Grupo          | Cukaricki Beograd   | 2-1                 |
| 2000/01   | UEFA Cup         | Clasificatoria | Pobeda Prilep       | 1-1, 0-1            |
| 2001      | Intertoto Cup    | 1R             | Bylis Ballsh        | 3-3, 1-0            |
| 2001      | Intertoto Cup    | Grupo          | 1. FC Slovacko      | 2-2, 2-3            |